# Thierry Saussez
Thierry Saussez, né le 8 février 1949 à Bois-Colombes (Hauts-de-Seine), est un conseiller en communication français. En 1982, il fonde l'agence de communication Image et Stratégie qu'il préside jusqu'en 2008. Il a également dirigé le Service d'Information du Gouvernement (SIG) du 16 avril 2008 au 20 octobre 2010.

## Biographie

### Famille et formation
Thierry Georges Saussez est né le 8 février 1949 à Bois-Colombes. Il est le fils de Fernand Saussez, chauffeur, et d'Angèle Mignon.
Il suit des études au lycée Lakanal de Colombes.
Il s'est marié à Laurence Baudelot le 11 mars 1972. Le couple a un enfant.

### Carrière professionnelle
En 1970, Thierry Saussez est nommé directeur adjoint de publicité de Jaeger Lecoultre, puis en 1972, collaborateur puis directeur de la société Michel Bongrand SA. En 1982, il crée la société « Image et Stratégie » dont il est PDG jusqu'en 2008. En 1988, il est cofondateur de Thierry Saussez conseils puis, en 1993-1994, vice-président de Bernard Krief Consulting Group. Il est membre de l'Association internationale des conseils politiques depuis 1975 et secrétaire général adjoint de l'Association nationale nouveaux médias en 1985.
Conseiller en communication institutionnelle et politique français, il participe à ce titre à de nombreuses campagnes électorales. Ancien membre du Rassemblement pour la République (RPR) et de l'Union pour un mouvement populaire (UMP), il est un des proches conseillers de Nicolas Sarkozy. En dehors des leaders de la droite française, il intervient comme conseiller auprès d'entreprises, d'organisations professionnelles et de collectivités territoriales,.
Avec son agence de communication « Image et Stratégie », il travaille avec la Côte d'Ivoire : en 2005, le magazine Stratégies avance le chiffre de cinq millions de francs (730 000 euros) versés annuellement à Thierry Saussez par la Côte d'Ivoire d'Henri Konan Bédié, de 1995 au coup d'État de 1999. En 2008, il revend Image et Stratégie à Bruno Fuchs.
Le 16 avril 2008, Thierry Saussez est nommé délégué interministériel à la communication et directeur du Service d'information du gouvernement (SIG), où il est chargé de veiller à la coordination des actions d’information et de communication du Gouvernement. Lors de cette nomination officielle, Thierry Saussez est présenté par de nombreux médias comme le « remède anti-couacs » en référence aux dysfonctionnements qui venaient de brouiller la communication gouvernementale. Il y quadruple le budget alloué au SIG en centralisant les moyens des différents ministères « de manière à obtenir plus de cohérence dans le dispositif ». Il est critiqué pour le parfum de propagande d'État qui se dégage des opérations de communication effectuées, mais réfute le terme de propagande, considérant la communication gouvernementale comme un service public au service des grandes causes nationales. Dans le courant 2010, il accuse également le coup lors du lancement loupé du coûteux site France.fr. Il annonce sa démission le 11 octobre 2010, en indiquant que sa mission était nécessairement temporaire et en précisant clairement les raisons d’une démission à sa propre initiative[réf. nécessaire].
En 2017, dans le cadre de l'affaire Fillon, Thierry Saussez déplore la stratégie de réponse de François Fillon, qui s'est « enkysté dans sa propre crise ».

### Engagement politique
Conseiller municipal depuis 1983 de la commune de Rueil-Malmaison dans les Hauts-de-Seine, Thierry Saussez est, de 1983 à 2001, adjoint au maire délégué à la communication et à l'avenir.
En 2002, il se présente, sans succès, aux élections législatives dans la Septième circonscription des Hauts-de-Seine, sous l'étiquette divers droite contre le candidat de l'UMP Patrick Ollier, maire de Rueil-Malmaison. Il obtient 12,63% des suffrages exprimés.
Candidat aux élections municipales de 2014 au Lavandou (Var) à la tête de la liste Lavandou Cap 2020, Thierry Saussez avait obtenu 20,47 % des voix. Il se représente en 2020 à la tête de la liste Lavandou Cap 2026.

## Distinctions
Le 14 avril 2006, Thierry Saussez est nommé au grade de chevalier dans l'ordre national de la Légion d'honneur au titre de « 36 ans d’activités professionnelles ».
Le 13 novembre 2009, il est nommé au grade d'officier dans l'ordre national du Mérite au titre de « 39 ans de services civils et militaires ».

## Publications
- Politique séduction : comment les hommes politiques arrivent-ils à vous plaire, éd. Jean-Claude Lattès, 1985, 238 pages.
- Le Challenger, éd. Jean-Claude Lattès, 1988, 246 pages.
- Nous sommes ici par la volonté des médias, éd. Robert Laffont, 1990, 222 pages.
- Tapie-Le Pen, les jumeaux du populisme, Éditions n° 1, 1992, 255 pages.
- A la table des politiques, éd. Plon, 1994, 292 pages
- Le Temps des ventriloques : médias, sondages et marionnettes menacent-ils la démocratie ?, éd. Belfond, 1997, 125 pages.
- Le Pouvoir des mentors : petit manuel à destination de tous ceux qui s'intéressent aux coulisses de la vie politique et des campagnes électorales, Éditions n° 1, 1999, 172 pages.
- Le Style réinvente la politique, Éditions de la Renaissance, 2004, 235 pages.
- La prise de l'Élysée, Les campagnes présidentielles de la Ve République, coécrit avec Jacques Séguéla, Ed. Plon, 2007, 276 pages.
- Manifeste pour l'Optimisme, éd Plon, 2011, 156 pages.
- Les 101 mots à l'usage de tous : l'optimisme, Archibooks + sautereau éditeur, 2012, 116 pages.
- Sarkozy, de l'échec au come-back, L'Archipel, 2012, 187 pages